# Ride to Hell: Retribution
Ride to Hell: Retribution est un jeu vidéo développé par Eutechnyx et édité par Deep Silver sorti en juin 2013 sur PlayStation 3, Xbox 360, et PC. Il a pour univers la culture biker des années 1960 dans l'Ouest des États-Unis.

## Histoire
Le jeu suit les aventures d'un homme revenant de la guerre du Viêt Nam en 1969 ayant des problèmes à s'intégrer dans la société. Le conservatisme des années 1950 est fini, la révolution hippie est en marche, et les horreurs de la guerre sont encore dans les mémoires. Il trouve refuge dans un gang de motards appelé Devils Hand. Le but du jeu est de survivre à travers le gang et de gravir les échelons pour arriver à la tête des motards, ainsi que de recruter de nouveaux membres et de fuir la police.
Ride to Hell plonge le joueur dans la culture biker de la côte ouest des États-Unis des années 1960, typique Sex, Drugs & Rock'n'roll. La plupart des combats se règlent à l'arme blanche, et la carte du jeu est d'environ 90 km2. Le joueur passe dans des paysages tels que le Nevada ou la baie de San Francisco.
Les différentes missions sont variées et diverses, telles que livrer de la drogue et s'embrouiller avec le dealer. Le joueur peut personnaliser sa propre moto et stocker jusqu'à 3 motos dans son garage.

## Accueil
- Jeuxvideo.com : 5/20[2]
- Official Xbox Magazine : 1/10[3]